# ديويت ويليام
ديويت ويليام هو محامي وسياسي أمريكي، ولد في 10 يونيو 1917 في الكادو ميلز في الولايات المتحدة، وتوفي في 20 فبراير 2018 في أوستن في الولايات المتحدة. انتخب عضو مجلس نواب تكساس ‏.